# Wetherby

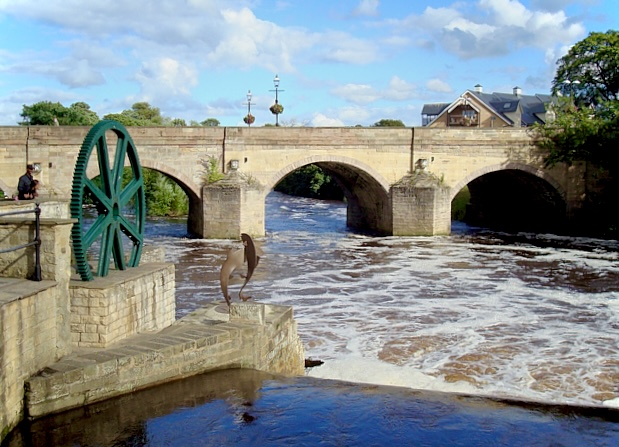
Wetherby bridge, en bro från 1200-talet.

Wetherby är en stad (market town) och civil parish som ligger strax nordost om Leeds, England, Storbritannien. Wetherby ingår i distriktet Leeds i grevskapet West Yorkshire. Den administrativa enheten omfattar 26 000 invånare.[källa behövs] Orten ligger vid floden Wharfe och har sedan lång tid tillbaka varit en knutpunkt där vägar och andra kommunikationsleder möts. Motorvägen A1 passerar utanför orten.